# ЮАР на летних Олимпийских играх 2012
Южно-Африканская Республика на летних Олимпийских играх 2012 года была представлена 125 спортсменами в 17 видах спорта. Спортсмены ЮАР выиграли 6 медалей, в том числе 4 золота. За всю историю столько же золотых наград на Олимпийских играх у ЮАР было только в 1912 году.
2 золота южноафриканцы выиграли в плавании, одно — в лёгкой атлетике и ещё одно в академической гребле. В академической гребле это было первое в истории золото ЮАР на Олимпиадах. В лёгкой атлетике золотая медаль перешла в руки спортсменки из ЮАР после дисквалификации россиянки.

## Награды

### Золото
| Золото                                               |                                                      |
| Спортсмены                                           | Вид спорта (дисциплина)                              |
| Кэмерон ван ден Бург                                 | Плавание (мужчины, 100 метров брассом)               |
| Чад ле Кло                                           | Плавание (мужчины, 200 метров баттерфляем)           |
| Джеймс Томпсон Мэтью Бриттэйн Джон Смит Сизве Ндлову | Академическая гребля (мужчины, четвёрки, лёгкий вес) |
| Кастер Семеня                                        | Лёгкая атлетика (женщины, бег на 800 метров          |

### Серебро
| Серебро    |                                            |
| Спортсмены | Вид спорта (дисциплина)                    |
| Чад ле Кло | Плавание (мужчины, 100 метров баттерфляем) |

### Бронза
| Бронза          |                                                                      |
| Спортсмены      | Вид спорта (дисциплина)                                              |
| Бриджитт Хартли | Гребля на байдарках и каноэ (женщины, байдарки-одиночки, 500 метров) |

## Результаты соревнований

### Академическая гребля
Мужчины
| Соревнование         | Спортсмены | Отборочная гонка | Отборочная гонка | Четвертьфинал/ Дополнительная гонка | Четвертьфинал/ Дополнительная гонка | Полуфинал | Полуфинал | Финал | Финал |
| Соревнование         | Спортсмены | Время            | Место            | Время                               | Место                               | Время     | Место     | Время | Место |
| -------------------- | ---------- | ---------------- | ---------------- | ----------------------------------- | ----------------------------------- | --------- | --------- | ----- | ----- |
| Четвёрки, лёгкий вес |            |                  |                  |                                     |                                     |           |           |       |       |

Женщины
| Соревнование | Спортсмены | Отборочная гонка | Отборочная гонка | Четвертьфинал/ Дополнительная гонка | Четвертьфинал/ Дополнительная гонка | Полуфинал | Полуфинал | Финал | Финал |
| Соревнование | Спортсмены | Время            | Место            | Время                               | Место                               | Время     | Место     | Время | Место |
| ------------ | ---------- | ---------------- | ---------------- | ----------------------------------- | ----------------------------------- | --------- | --------- | ----- | ----- |
| Двойки       |            |                  |                  |                                     |                                     |           |           |       |       |

### Бадминтон
Спортсменов — 5
Мужчины
| Соревнование  | Спортсмены                  | Групповой этап | Групповой этап | Групповой этап | 1/8 финала    | 1/4 финала    | 1/2 финала    | Финал         | Финал |
| Соревнование  | Спортсмены                  | 1 матч         | 2 матч         | 3 матч         | 1/8 финала    | 1/4 финала    | 1/2 финала    | Финал         | Финал |
| Соревнование  | Спортсмены                  | Соперник Счёт  | Соперник Счёт  | Соперник Счёт  | Соперник Счёт | Соперник Счёт | Соперник Счёт | Соперник Счёт | Место |
| ------------- | --------------------------- | -------------- | -------------- | -------------- | ------------- | ------------- | ------------- | ------------- | ----- |
| Парный разряд | Дориан Джеймс Уиллем Вильюн |                |                |                |               |               |               |               |       |

Женщины
| Соревнование     | Спортсмены                   | Групповой этап | Групповой этап | Групповой этап | 1/8 финала    | 1/4 финала    | 1/2 финала    | Финал         | Финал |
| Соревнование     | Спортсмены                   | 1 матч         | 2 матч         | 3 матч         | 1/8 финала    | 1/4 финала    | 1/2 финала    | Финал         | Финал |
| Соревнование     | Спортсмены                   | Соперник Счёт  | Соперник Счёт  | Соперник Счёт  | Соперник Счёт | Соперник Счёт | Соперник Счёт | Соперник Счёт | Место |
| ---------------- | ---------------------------- | -------------- | -------------- | -------------- | ------------- | ------------- | ------------- | ------------- | ----- |
| Одиночный разряд | Керри Харрингтон             |                |                |                |               |               |               |               |       |
| Парный разряд    | Мишель Эдвардс Эннари Вильюн |                |                |                |               |               |               |               |       |

### Велоспорт

#### Маунтинбайк
Мужчины
| Соревнование | Спортсмены | Результат | Отставание | Место |
| ------------ | ---------- | --------- | ---------- | ----- |
| Маунтинбайк  |            |           |            |       |
|              |            |           |            |       |

Женщины
| Соревнование | Спортсмены | Результат | Отставание | Место |
| ------------ | ---------- | --------- | ---------- | ----- |
| Маунтинбайк  |            |           |            |       |
|              |            |           |            |       |

### Водные виды спорта

#### Плавание
Спортсменов — 20
В следующий раунд на каждой дистанции проходят лучшие спортсмены по времени, независимо от места занятого в своём заплыве.
Мужчины
| Соревнование                 | Спортсмен    | Предварительные заплывы | Предварительные заплывы | Полуфиналы | Полуфиналы | Финал                | Финал                |
| Соревнование                 | Спортсмен    | Результат               | Место                   | Результат  | Место      | Результат            | Место                |
| ---------------------------- | ------------ | ----------------------- | ----------------------- | ---------- | ---------- | -------------------- | -------------------- |
| 50 м вольный стиль           | Роланд Шуман | 21,92                   | 5                       | 21,88      | 7          | 21,80                | 6                    |
| 50 м вольный стиль           | Гидеон Лоув  | 22,12                   | 11                      | 21,92      | 9          | Завершил выступление | Завершил выступление |
| 100 м вольный стиль          |              |                         |                         |            |            |                      |                      |
|                              |              |                         |                         |            |            |                      |                      |
| 400 м вольный стиль          |              |                         |                         |            |            |                      |                      |
| 1500 м вольный стиль         |              |                         |                         |            |            |                      |                      |
| 100 м баттерфляй             |              |                         |                         |            |            |                      |                      |
| 200 м баттерфляй             |              |                         |                         |            |            |                      |                      |
| 100 м на спине               |              |                         |                         |            |            |                      |                      |
| 200 м на спине               |              |                         |                         |            |            |                      |                      |
| 100 м брасс                  |              |                         |                         |            |            |                      |                      |
| 200 м комплекс               |              |                         |                         |            |            |                      |                      |
|                              |              |                         |                         |            |            |                      |                      |
| 400 м комплекс               |              |                         |                         |            |            |                      |                      |
|                              |              |                         |                         |            |            |                      |                      |
| 4×100 м вольный стиль        |              |                         |                         |            |            |                      |                      |
| 4×200 м вольный стиль        |              |                         |                         |            |            |                      |                      |
| 4×100 метров комбинированная |              |                         |                         |            |            |                      |                      |

Открытая вода
| Соревнование  | Спортсмены | Результат | Отставание | Место |
| ------------- | ---------- | --------- | ---------- | ----- |
| 10 километров |            |           |            |       |

Женщины
| Соревнование        | Спортсмен | Предварительный раунд | Предварительный раунд | Полуфинал | Полуфинал | Финал     | Финал |
| Соревнование        | Спортсмен | Результат             | Место                 | Результат | Место     | Результат | Место |
| ------------------- | --------- | --------------------- | --------------------- | --------- | --------- | --------- | ----- |
| 50 м вольный стиль  |           |                       |                       |           |           |           |       |
| 200 м вольный стиль |           |                       |                       |           |           |           |       |
| 400 м вольный стиль |           |                       |                       |           |           |           |       |
| 800 м вольный стиль |           |                       |                       |           |           |           |       |
| 200 м на спине      |           |                       |                       |           |           |           |       |
| 100 м брасс         |           |                       |                       |           |           |           |       |
| 200 м брасс         |           |                       |                       |           |           |           |       |
| 200 м комплекс      |           |                       |                       |           |           |           |       |
| 400 м комплекс      |           |                       |                       |           |           |           |       |

Открытая вода
| Соревнование  | Спортсмены | Результат | Отставание | Место |
| ------------- | ---------- | --------- | ---------- | ----- |
| 10 километров |            |           |            |       |

### Стрельба
Мужчины
| Соревнование | Спортсмены | Квалификация | Квалификация | Финал | Всего     | Всего |
| Соревнование | Спортсмены | Результат    | Место        | Финал | Результат | Место |
| ------------ | ---------- | ------------ | ------------ | ----- | --------- | ----- |
| Дубль-трап   |            |              |              |       |           |       |

### Стрельба из лука
Спортсменов — 1
Женщины
| Соревнование              | Спортсмены     | Квалификация | Квалификация | 1/32 финала        | 1/16 финала        | 1/8 финала         | Четвертьфинал      | Полуфинал          | Финал              |
| Соревнование              | Спортсмены     | Результат    | Место        | Соперник Результат | Соперник Результат | Соперник Результат | Соперник Результат | Соперник Результат | Соперник Результат |
| ------------------------- | -------------- | ------------ | ------------ | ------------------ | ------------------ | ------------------ | ------------------ | ------------------ | ------------------ |
| Индивидуальное первенство | Карен Хюльтцер |              |              |                    |                    |                    |                    |                    |                    |

### Футбол
Спортсменов — 18

#### Женщины
Состав команды
Результаты
Группа F
|   | Команда | И | В | Н | П | ГЗ | ГП | +/- | Очки |
| - | ------- | - | - | - | - | -- | -- | --- | ---- |
| 1 | Швеция  | 1 | 1 | 0 | 0 | 4  | 1  | +3  | 3    |
| 2 | Япония  | 1 | 1 | 0 | 0 | 2  | 1  | +1  | 3    |
| 3 | Канада  | 1 | 0 | 0 | 0 | 1  | 2  | -1  | 0    |
| 4 | ЮАР     | 1 | 0 | 0 | 0 | 1  | 4  | -3  | 0    |

| 25 июля 2012 19:45 UTC+1                  | \| Швеция \| 4:1 (3:0) Отчёт \| ЮАР \| \| Фишер 7′ · Дальквист 20′ · Шелин 21′, 63′ \| Голы \| Модисе 60′ \| | Стадион: Рико Арена, Ковентри Зрителей: 18 290 Судья: Хесика Ди Иорио |
| Швеция                                    | 4:1 (3:0) Отчёт                                                                                              | ЮАР                                                                   |
| Фишер 7′ · Дальквист 20′ · Шелин 21′, 63′ | Голы | Модисе 60′                                                            |

| 28 июля 2012 14:45 UTC+1   | \| Канада \| 3:0(1:0) [Отчёт] \| ЮАР \| \| Танкреди 7" синклер 58"86" \| Голы \| \| | Стадион: Рико Арена, Ковентри |
| Канада                     | 3:0(1:0) [Отчёт]                                                                    | ЮАР                           |
| Танкреди 7" синклер 58"86" | Голы                                                                                |                               |

| 31 июля 2012 14:30 UTC+1 | \| Япония \| 0:0 [Отчёт] \| ЮАР \| | Стадион: Миллениум, Кардифф |
| Япония                   | 0:0 [Отчёт]                        | ЮАР                         |

### Хоккей на траве
Мужчины
Состав команды
Результаты
Группа A
| Место | Команда        | И | В | Н | П | ГЗ | ГП | +/- | Очки |
| ----- | -------------- | - | - | - | - | -- | -- | --- | ---- |
| 1     | Австралия      | 5 | 3 | 2 | 0 | 23 | 5  | +18 | 11   |
| 2     | Великобритания | 5 | 2 | 3 | 0 | 14 | 8  | +6  | 9    |
| 3     | Испания        | 5 | 2 | 2 | 1 | 8  | 10 | -2  | 8    |
| 4     | Пакистан       | 5 | 2 | 1 | 2 | 9  | 16 | −7  | 7    |
| 5     | Аргентина      | 5 | 1 | 1 | 3 | 10 | 14 | −4  | 4    |
| 6     | ЮАР            | 5 | 0 | 1 | 4 | 11 | 22 | −11 | 1    |

| 30 июля 2012 10:45 (UTC+1)                                                               | \| Австралия \| 6:0 (2:0) Отчёт \| ЮАР \| \| Джейми Дуайер 16', 48', 58' · Мэттью Бутурини 33' · Крис Чирьелло 46' · Гленн Тёрнер 62' \| Голы \| \| | Лондон Ривербанк Арена Судья: Роэль ван Эрт Марцин Грохал |
| Австралия                                                                                | 6:0 (2:0) Отчёт | ЮАР                                                       |
| Джейми Дуайер 16', 48', 58' · Мэттью Бутурини 33' · Крис Чирьелло 46' · Гленн Тёрнер 62' | Голы |                                                           |

| 1 августа 2012 16:00 (UTC+1)           | \| ЮАР \| 2:2 (0:1) Отчёт \| Великобритания \| \| Остин Смит 60' · Джонатан Робинсон 64' \| Голы \| Эшли Джексон 14', 68' \| | Лондон Ривербанк Арена Судья: Роэль ван Эрт Найджел Игго |
| ЮАР                                    | 2:2 (0:1) Отчёт | Великобритания                                           |
| Остин Смит 60' · Джонатан Робинсон 64' | Голы | Эшли Джексон 14', 68'                                    |

| 3 августа 2012 19:00 (UTC+1)                   | \| ЮАР \| 2:3 (1:1) Отчёт \| Испания \| \| Джастин Рейд-Росс 26' · Ллойд Норрис-Джонс 63' \| Голы \| Марк Саллес 30' · Пау Кемада 42' · Мигель Делас 55' \| | Лондон Ривербанк Арена Судья: Херман Монтес де Оса Тим Пулман |
| ЮАР                                            | 2:3 (1:1) Отчёт | Испания                                                       |
| Джастин Рейд-Росс 26' · Ллойд Норрис-Джонс 63' | Голы | Марк Саллес 30' · Пау Кемада 42' · Мигель Делас 55'           |

| 5 августа 2012 10:45 (UTC+1)                                                      | \| Пакистан \| 5:4 (3:3) Отчёт \| ЮАР \| \| Абдул Хасим Кхан 20', 26' · Шафкат Расул 23' · Сохаил Аббас 64' · Васим Ахмад 67' \| Голы \| Торнтон Макдейд 2' · Джастин Рейд-Росс 22', 35' · Уэйд Пейтон 48' \| | Лондон Ривербанк Арена Судья: Марсело Серветто Колин Хатчинсон    |
| Пакистан                                                                          | 5:4 (3:3) Отчёт | ЮАР                                                               |
| Абдул Хасим Кхан 20', 26' · Шафкат Расул 23' · Сохаил Аббас 64' · Васим Ахмад 67' | Голы | Торнтон Макдейд 2' · Джастин Рейд-Росс 22', 35' · Уэйд Пейтон 48' |

| 7 августа 2012 10:45 (UTC+1)                                                | \| Аргентина \| 6:3 (2:2) Отчёт \| ЮАР \| \| Гонсало Пеильят 25', 39', 65' · Лукас Росси 39' · Факундо Каллиони 45', 50' \| Голы \| Джастин Рейд-Росс 7' · Ллойд Норрис-Джонс 8' · Джонатан Робинсон 64' \| | Лондон Ривербанк Арена Судья: Рагху Прасад Натан Стагно              |
| Аргентина                                                                   | 6:3 (2:2) Отчёт | ЮАР                                                                  |
| Гонсало Пеильят 25', 39', 65' · Лукас Росси 39' · Факундо Каллиони 45', 50' | Голы | Джастин Рейд-Росс 7' · Ллойд Норрис-Джонс 8' · Джонатан Робинсон 64' |

Матч за 11-е место
| 11 августа 2012 08:30 (UTC+1)                                  | \| ЮАР \| 3:2 (2:1) Отчёт \| Индия \| \| Эндрю Кронье 8' · Тимоти Драммонд 34' · Ллойд Норрис-Джонс 65' \| Голы \| Сандип Сингх 14' · Дхаравмир Сингх 67' \| | Лондон Ривербанк Арена Судья: Ким Хун Рэ Херман Монтес де Оса |
| ЮАР                                                            | 3:2 (2:1) Отчёт | Индия                                                         |
| Эндрю Кронье 8' · Тимоти Драммонд 34' · Ллойд Норрис-Джонс 65' | Голы | Сандип Сингх 14' · Дхаравмир Сингх 67'                        |

Женщины
Состав команды
Результаты
Группа B
| Место | Команда        | И | В | Н | П | ГЗ | ГП | +/- | Очки |
| ----- | -------------- | - | - | - | - | -- | -- | --- | ---- |
| 1     | Аргентина      | 5 | 3 | 1 | 1 | 12 | 4  | +8  | 10   |
| 2     | Новая Зеландия | 5 | 3 | 1 | 1 | 9  | 5  | +4  | 10   |
| 3     | Австралия      | 5 | 3 | 1 | 1 | 5  | 2  | +3  | 10   |
| 4     | Германия       | 5 | 2 | 1 | 2 | 6  | 7  | −1  | 7    |
| 5     | ЮАР            | 5 | 1 | 0 | 4 | 9  | 14 | −5  | 3    |
| 6     | США            | 5 | 1 | 0 | 4 | 4  | 13 | −9  | 3    |

### Тяжёлая атлетика
Спортсменов — 1
Мужчины
| Категория | Спортсмен  | Вес   | Рывок | Рывок | Рывок | Толчок | Толчок | Толчок | Всего | Место |
| Категория | Спортсмен  | Вес   | 1     | 2     | 3     | 1      | 2      | 3      | Всего | Место |
| --------- | ---------- | ----- | ----- | ----- | ----- | ------ | ------ | ------ | ----- | ----- |
| до 94 кг  | Джон Грифф | 93.32 | 130   | 137   | 141   | 170    | 175    | 176    | 313   | 20    |